# Commiphora crenato-serrata
Commiphora crenato-serrata är en tvåhjärtbladig växtart som beskrevs av Adolf Engler. Commiphora crenato-serrata ingår i släktet Commiphora och familjen Burseraceae. Inga underarter finns listade i Catalogue of Life.